# The Velvet Underground (album)
Az 1969-es The Velvet Underground a The Velvet Underground harmadik nagylemeze. Ezen a lemezen hallható először Doug Yule, aki John Cale-t váltotta a zenekarban. Az album zeneileg szakít a korábbi lemezekkel. 2003-ban a Rolling Stone magazin Minden idők 500 legjobb albuma listáján a 314. helyre került. Szerepel az 1001 lemez, amit hallanod kell, mielőtt meghalsz című könyvben.

## Az album dalai
| 1. | Candy Says      | Lou Reed | 4:04 |
| 2. | What Goes On    | Lou Reed | 4:55 |
| 3. | Some Kinda Love | Lou Reed | 4:03 |
| 4. | Pale Blue Eyes  | Lou Reed | 5:41 |
| 5. | Jesus           | Lou Reed | 3:24 |

| 1. | Beginning to See the Light  | Lou Reed | 4:41 |
| 2. | I'm Set Free                | Lou Reed | 4:08 |
| 3. | That's the Story of My Life | Lou Reed | 1:59 |
| 4. | The Murder Mystery          | Lou Reed | 8:55 |
| 5. | After Hours                 | Lou Reed | 2:07 |

## Közreműködők
- Lou Reed – szóló- és ritmusgitár, zongora, ének, ének a The Murder Mystery versszaka alatt
- Sterling Morrison – ritmus- és szólógitár, ének a The Murder Mystery versszaka alatt, háttérvokál
- Maureen Tucker – ütőhangszerek, ének az After Hours-on, ének a The Murder Mystery versszaka alatt, háttérvokál
- Doug Yule – basszusgitár, orgona, ének a Candy Says-en, ének a The Murder Mystery refrénje alatt, háttérvokál